# علم كولومبيا الكبرى
استند علم كولومبيا الكبرى على الألوان الثلاثة للقائد الثوري الفنزويلي فرنسيسكو ميراندا، والتي كانت بمثابة العلم الوطني لجمهورية فنزويلا الأولى. كان التصميم العام لعلم كولومبيا الكبرى بمثابة نموذج للأعلام الحالية لكولومبيا والإكوادور وفنزويلا، والتي ظهرت كدول مستقلة عند تفكك كولومبيا الكبرى في عام 1831.

## أصول أخرى مفترضة لعلم كولومبيا الكبرى
- هناك فرضية أخرى مفادها أن القائد الثوري الفنزويلي فرنسيسكو ميراندا، بعد أن عاش لمدة عام في روسيا، ربما اتخذ من علمها كمصدر إلهامٍ لعلم بلاده الذي أصبح فيما بعد مصدر إلهام لعلمي كولومبيا والإكوادور، حيث استبدل اللون الأبيض الذي يمثل الثلج والبرد باللون الأصفر الذي يمثل الدفء والمناطق الاستوائية وحرارة الشمس الحارقة. تشير نسخة مختلفة إلى أن فرنسيسكو ميراندا اعتمد هذه الألوان الثلاثة كعلامة امتنان لصديقته كاترين الثانية إمبراطورة روسيا، التي ألهمته لإنشاء اللون الأصفر بسبب صفرة شعرها، والأزرق بسبب زرقة عينيها، والأحمر بسبب حمرة شفتيها.

- تنص نظرية أخرى على أن مصدر الإلهام ربما كان معيار حرس المواطنين في هامبورغ (Hamburger Bürgerwache)، في حين تفترض نظرية أخرى أن شعار كريستوفر كولومبوس الأصلي، الذي كان مطليًا بالمينا الحمراء والصفراء والزرقاء، كان الحافز، نظرًا لأن الجنرال كان تلميذًا عميقًا للملاح ومعجبًا به.

## البلدان في وقت لاحق

علم كولومبيا
علم الإكوادور
علم فنزويلا

علم كولومبيا يشبه علم كولومبيا الكبرى، دون شعار النبالة. يشبه علم إكوادور علم كولومبيا، فقط مع ظل أفتح من اللون الأزرق ومعطف من الأسلحة المركزية. يشبه علم فنزويلا الأعلام الإكوادورية والكولومبية، ولكن مع تساوي الالوان الثلاثة و8 نجوم تشكل القوس.

## روابط خارجية
- أعلام العالم، كولومبيا الكبرى